# Белые росы (остановочный пункт)
Белые росы — платформа Красноярской железной дороги в городе Красноярске. Расположена на трёхпутном участке Транссибирской магистрали, в восточной горловине станции Енисей, рядом с улицей Семафорной.
Имеет две боковые платформы. 1 боковая платформа расположена с северной стороны путей, имеет металлический навес. Вторая боковая платформа находится с южной стороны путей рядом с улицей Свердловской. Через неё проходит третий путь перегона Енисей—Злобино. Расположена между станциями Енисей и Студенческая.